# Cyril Suk
Cyril Suk (ur. 29 stycznia 1967 w Pradze) – czeski tenisista, zwycięzca US Open 1998 w grze podwójnej, French Open 1991 i Wimbledonu 1992, 1996 i 1997 w grze mieszanej, reprezentant w Pucharze Davisa, olimpijczyk z Aten (2004).

## Kariera tenisowa
Karierę zawodową rozpoczął w roku 1988. Jako junior Suk zwyciężył w wielkoszlemowym French Open 1985 wspólnie z Petrem Kordą. Tegoż samego roku czeski duet sklasyfikowany został na 1. pozycji w rankingu par juniorów.
Grając już jako zawodowiec Suk większe sukcesy odnosił jako deblista. W przeciągu całej kariery wygrał łącznie 32 turniejów rangi ATP World Tour, w tym na przełomie sierpnia i września 1998 roku wielkoszlemowy US Open. Wspólnie z Sandonem Stollem wyeliminował w drodze po tytuł m.in. parę Todd Woodbridge–Mark Woodforde, a w finale wynikiem 4:6, 7:6, 6:2 pokonał Marka Knowlesa i Daniela Nestora. Ponadto Czech był uczestnikiem 27 innych deblowych finałów, w których ostatecznie został pokonany.
W grze mieszanej Suk odniósł cztery wielkoszlemowe zwycięstwa. Najpierw w roku 1991 razem z Heleną Sukovą w Rolandzie Garrosie, a następne trzy triumfy w Wimbledonie, podczas edycji z roku 1992 (wspólnie z Łarysą Sawczenko-Neiland), 1996 i 1997 (oba z Heleną Sukovą).
W latach 1992–1996 oraz 2003 Suk reprezentował Czechy w Pucharze Davisa. Rozegrał przez ten okres 10 pojedynków deblowych, z których 6 wygrał.
Suk w 2004 roku zagrał w konkurencji gry podwójnej na igrzyskach olimpijskich w Atenach, odpadając wspólnie z Martinem Dammem w 2 rundzie.
W roku 2007 Suk zakończył karierę tenisową. Najwyżej sklasyfikowany w rankingu deblistów był na 7. miejscu w kwietniu 1994 roku.

### Finały w turniejach ATP World Tour
| Legenda                                      |
| -------------------------------------------- |
| Wielki Szlem                                 |
| Igrzyska olimpijskie                         |
| Tennis Masters Cup / ATP Finals              |
| ATP Masters Series / ATP Tour Masters 1000   |
| ATP International Series Gold / ATP Tour 500 |
| ATP International Series / ATP Tour 250      |

#### Gra mieszana (4–4)
| Końcowy wynik | Nr | Data             | Turniej                    | Nawierzchnia | Partnerka                | Przeciwnicy                                | Wynik finału        |
| ------------- | -- | ---------------- | -------------------------- | ------------ | ------------------------ | ------------------------------------------ | ------------------- |
| Zwycięzca     | 1. | 7 czerwca 1991   | French Open, Paryż         | Ceglana      | Helena Suková            | Caroline Vis Paul Haarhuis                 | 3:6, 6:4, 6:1       |
| Zwycięzca     | 2. | 5 lipca 1992     | Wimbledon, Londyn          | Trawiasta    | Łarysa Sawczenko-Neiland | Miriam Oremans Jacco Eltingh               | 7:6(2), 6:2         |
| Finalista     | 1. | 28 stycznia 1995 | Australian Open, Melbourne | Twarda       | Gigi Fernández           | Natalla Zwierawa Rick Leach                | 6:7(4), 7:6(3), 4:6 |
| Finalista     | 2. | 8 lipca 1995     | Wimbledon, Londyn          | Trawiasta    | Gigi Fernández           | Martina Navrátilová Jonathan Stark         | 4:6, 4:6            |
| Finalista     | 3. | 9 września 1995  | US Open, Nowy Jork         | Twarda       | Gigi Fernández           | Meredith McGrath Matt Lucena               | 4:6, 4:6            |
| Zwycięzca     | 3. | 7 lipca 1996     | Wimbledon, Londyn          | Trawiasta    | Helena Suková            | Łarysa Sawczenko-Neiland Mark Woodforde    | 1:6, 6:3, 6:2       |
| Zwycięzca     | 4. | 5 lipca 1997     | Wimbledon, Londyn          | Trawiasta    | Helena Suková            | Łarysa Sawczenko-Neiland Andriej Olchowski | 4:6, 6:3, 6:4       |
| Finalista     | 4. | 31 stycznia 1998 | Australian Open, Melbourne | Twarda       | Helena Suková            | Venus Williams Justin Gimelstob            | 2:6, 1:6            |

#### Gra podwójna (32–27)
| Końcowy wynik | Nr  | Data                 | Turniej            | Nawierzchnia    | Partner            | Przeciwnicy                          | Wynik finału        |
| ------------- | --- | -------------------- | ------------------ | --------------- | ------------------ | ------------------------------------ | ------------------- |
| Finalista     | 1.  | 20 sierpnia 1989     | Stuttgart          | Ceglana         | Florin Segărceanu  | Petr Korda Tomáš Šmíd                | 3:6, 4:6            |
| Zwycięzca     | 1.  | 20 sierpnia 1989     | Saint-Vincent      | Ceglana         | Josef Čihák        | Massimo Cierro Alessandro De Minicis | 6:4, 6:2            |
| Finalista     | 2.  | 10 lutego 1991       | Mediolan           | Dywanowa (hala) | Tom Nijssen        | Omar Camporese Goran Ivanišević      | 4:6, 6:7            |
| Finalista     | 3.  | 7 kwietnia 1991      | Estoril            | Ceglana         | Tom Nijssen        | Paul Haarhuis Mark Koevermans        | 3:6, 3:6            |
| Zwycięzca     | 2.  | 11 sierpnia 1991     | Praga              | Ceglana         | Vojtěch Flégl      | Libor Pimek Daniel Vacek             | 6:4, 6:2            |
| Zwycięzca     | 3.  | 6 października 1991  | Tuluza             | Twarda (hala)   | Tom Nijssen        | Jeremy Bates Kevin Curren            | 4:6, 6:3, 7:6       |
| Zwycięzca     | 4.  | 20 października 1991 | Lyon               | Dywanowa (hala) | Tom Nijssen        | Steve DeVries David Macpherson       | 7:6, 6:3            |
| Finalista     | 4.  | 27 października 1991 | Sztokholm          | Dywanowa (hala) | Tom Nijssen        | John Fitzgerald Anders Järryd        | 5:7, 2:6            |
| Zwycięzca     | 5.  | 23 lutego 1992       | Stuttgart          | Dywanowa (hala) | Tom Nijssen        | John Fitzgerald Anders Järryd        | 6:3, 6:7, 6:3       |
| Finalista     | 5.  | 12 lipca 1992        | Gstaad             | Ceglana         | Petr Korda         | Hendrik Jan Davids Libor Pimek       | walkower            |
| Zwycięzca     | 6.  | 4 października 1992  | Bazylea            | Twarda (hala)   | Tom Nijssen        | Karel Nováček David Rikl             | 6:3, 6:4            |
| Finalista     | 6.  | 18 października 1992 | Bolzano            | Dywanowa (hala) | Tom Nijssen        | Anders Järryd Bent-Ove Pedersen      | 5:7, 2:6            |
| Finalista     | 7.  | 14 lutego 1993       | Mediolan           | Dywanowa (hala) | Tom Nijssen        | Mark Kratzmann Wally Masur           | 6:4, 3:6, 4:6       |
| Zwycięzca     | 7.  | 20 czerwca 1993      | Halle              | Trawiasta       | Petr Korda         | Mike Bauer Marc-Kevin Goellner       | 7:6, 5:7, 6:3       |
| Zwycięzca     | 8.  | 25 lipca 1993        | Stuttgart          | Ceglana         | Tom Nijssen        | Gary Muller Piet Norval              | 7:6, 6:3            |
| Finalista     | 8.  | 7 listopada 1993     | Paryż              | Dywanowa (hala) | Tom Nijssen        | Byron Black Jonathan Stark           | 6:4, 5:7, 2:6       |
| Zwycięzca     | 9.  | 23 sierpnia 1993     | New Haven          | Ceglana         | Tom Nijssen        | Steve DeVries David Macpherson       | 6:3, 7:6            |
| Zwycięzca     | 10. | 9 stycznia 1994      | Oʻahu              | Twarda          | Tom Nijssen        | Alex O’Brien Jonathan Stark          | 6:4, 6:4            |
| Zwycięzca     | 11. | 13 lutego 1994       | Mediolan           | Dywanowa (hala) | Tom Nijssen        | Hendrik Jan Davids Piet Norval       | 4:6, 7:6, 7:6       |
| Finalista     | 9.  | 26 lutego 1995       | Stuttgart          | Dywanowa (hala) | Daniel Vacek       | Grant Connell Patrick Galbraith      | 2:6, 2:6            |
| Zwycięzca     | 12. | 23 kwietnia 1995     | Nicea              | Ceglana         | Daniel Vacek       | Luke Jensen David Wheaton            | 3:6, 7:6, 7:6       |
| Zwycięzca     | 13. | 21 maja 1995         | Rzym               | Ceglana         | Daniel Vacek       | Jan Apell Jonas Björkman             | 6:3, 6:4            |
| Finalista     | 10. | 23 lipca 1995        | Waszyngton         | Twarda          | Petr Korda         | Olivier Delaître Jeff Tarango        | 6:1, 3:6, 2:6       |
| Zwycięzca     | 14. | 27 sierpnia 1995     | Long Island        | Twarda          | Daniel Vacek       | Rick Leach Scott Melville            | 5:7, 7:6, 7:6       |
| Finalista     | 11. | 17 września 1995     | Bukareszt          | Ceglana         | Daniel Vacek       | Mark Keil Jeff Tarango               | 4:6, 6:7            |
| Zwycięzca     | 15. | 1 października 1995  | Bazylea            | Twarda (hala)   | Daniel Vacek       | Mark Keil Peter Nyborg               | 3:6, 6:3, 6:3       |
| Finalista     | 12. | 29 października 1995 | Essen              | Dywanowa (hala) | Daniel Vacek       | Jacco Eltingh Paul Haarhuis          | 5:7, 4:6            |
| Finalista     | 13. | 10 marca 1996        | Rotterdam          | Dywanowa (hala) | Hendrik Jan Davids | David Adams Marius Barnard           | 3:6, 7:5, 6:7       |
| Finalista     | 14. | 11 sierpnia 1996     | Cincinnati         | Twarda          | Sandon Stolle      | Mark Knowles Daniel Nestor           | 6:3, 3:6, 4:6       |
| Finalista     | 15. | 18 sierpnia 1996     | Indianapolis       | Twarda          | Petr Korda         | Jim Grabb Richey Reneberg            | 6:7, 6:4, 4:6       |
| Zwycięzca     | 16. | 20 października 1996 | Ostrawa            | Dywanowa (hala) | Sandon Stolle      | Ján Krošlák Karol Kučera             | 7:6, 6:3            |
| Finalista     | 16. | 16 lutego 1997       | Dubaj              | Twarda          | Sandon Stolle      | Sander Groen Goran Ivanišević        | 6:7, 3:6            |
| Finalista     | 17. | 23 lutego 1997       | Antwerpia          | Twarda (hala)   | Sandon Stolle      | David Adams Olivier Delaître         | 6:3, 1:6, 2:6       |
| Finalista     | 18. | 15 czerwca 1997      | Londyn (Queen’s)   | Trawiasta       | Sandon Stolle      | Mark Philippoussis Patrick Rafter    | 2:6, 6:4, 5:7       |
| Zwycięzca     | 17. | 9 listopada 1997     | Moskwa             | Dywanowa (hala) | Martin Damm        | David Adams Fabrice Santoro          | 6:4, 6:3            |
| Zwycięzca     | 18. | 8 marca 1998         | Scottsdale         | Twarda          | Michael Tebbutt    | Kent Kinnear David Wheaton           | 4:6, 6:1, 7:6       |
| Finalista     | 19. | 12 lipca 1998        | Gstaad             | Ceglana         | Daniel Orsanic     | Gustavo Kuerten Fernando Meligeni    | 4:6, 5:7            |
| Zwycięzca     | 19. | 11 września 1998     | US Open, Nowy Jork | Twarda          | Sandon Stolle      | Mark Knowles Daniel Nestor           | 4:6, 7:6, 6:2       |
| Zwycięzca     | 20. | 11 lipca 1999        | Gstaad             | Ceglana         | Donald Johnson     | Ałeksandar Kitinow Eric Taino        | 7:5, 7:6(4)         |
| Zwycięzca     | 21. | 25 czerwca 2000      | ’s-Hertogenbosch   | Trawiasta       | Martin Damm        | Paul Haarhuis Sandon Stolle          | 6:4, 6:7(5), 7:6(5) |
| Zwycięzca     | 22. | 30 lipca 2000        | Kitzbühel          | Ceglana         | Pablo Albano       | Joshua Eagle Andrew Florent          | 6:3, 3:6, 6:3       |
| Finalista     | 20. | 24 czerwca 2001      | ’s-Hertogenbosch   | Trawiasta       | Martin Damm        | Paul Haarhuis Sjeng Schalken         | 4:6, 4:6            |
| Finalista     | 21. | 13 stycznia 2002     | Auckland           | Twarda          | Martín García      | Jonas Björkman Todd Woodbridge       | 6:7(5), 6:7(7)      |
| Zwycięzca     | 23. | 10 marca 2002        | Delray Beach       | Twarda          | Martin Damm        | David Adams Ben Ellwood              | 6:4, 6:7(5), 10–5   |
| Zwycięzca     | 24. | 12 maja 2002         | Rzym               | Ceglana         | Martin Damm        | Wayne Black Kevin Ullyett            | 7:5, 7:5            |
| Zwycięzca     | 25. | 23 czerwca 2002      | ’s-Hertogenbosch   | Trawiasta       | Martin Damm        | Paul Haarhuis Brian MacPhie          | 7:6(6), 6:7(6), 6:4 |
| Zwycięzca     | 26. | 5 stycznia 2003      | Doha               | Twarda          | Martin Damm        | Mark Knowles Daniel Nestor           | 6:4, 7:6(8)         |
| Zwycięzca     | 27. | 22 czerwca 2003      | ’s-Hertogenbosch   | Trawiasta       | Martin Damm        | Donald Johnson Leander Paes          | 7:5, 7:6(4)         |
| Finalista     | 22. | 15 czerwca 2003      | Halle              | Trawiasta       | Martin Damm        | Jonas Björkman Todd Woodbridge       | 3:6, 4:6            |
| Zwycięzca     | 28. | 27 lipca 2003        | Kitzbühel          | Ceglana         | Martin Damm        | Jürgen Melzer Alexander Peya         | 6:4, 6:4            |
| Finalista     | 23. | 25 sierpnia 2003     | Long Island        | Twarda          | Martin Damm        | Robbie Koenig Martín Rodríguez       | 3:6, 6:7(4)         |
| Zwycięzca     | 29. | 11 stycznia 2004     | Doha               | Twarda          | Martin Damm        | Andy Roddick Stefan Koubek           | 6:2, 6:4            |
| Finalista     | 24. | 29 lutego 2004       | Marsylia           | Twarda (hala)   | Martin Damm        | Mark Knowles Daniel Nestor           | 5:7, 3:6            |
| Zwycięzca     | 30. | 20 czerwca 2004      | ’s-Hertogenbosch   | Trawiasta       | Martin Damm        | Lars Burgsmüller Jan Vacek           | 6:3, 6:7(7), 6:3    |
| Zwycięzca     | 31. | 17 października 2004 | Wiedeń             | Twarda (hala)   | Martin Damm        | Gastón Etlis Martín Rodríguez        | 6:7(4), 6:4, 7:6(4) |
| Finalista     | 25. | 20 lutego 2005       | Rotterdam          | Twarda (hala)   | Pavel Vízner       | Jonatan Erlich Andy Ram              | 4:6, 6:4, 3:6       |
| Zwycięzca     | 32. | 19 czerwca 2005      | ’s-Hertogenbosch   | Trawiasta       | Pavel Vízner       | Tomáš Cibulec Leoš Friedl            | 6:3, 6:4            |
| Finalista     | 26. | 28 maja 2006         | Pörtschach         | Ceglana         | Oliver Marach      | Paul Hanley Jim Thomas               | 3:6, 6:4, 5–10      |
| Finalista     | 27. | 30 lipca 2006        | Kitzbühel          | Ceglana         | Oliver Marach      | Philipp Kohlschreiber Stefan Koubek  | 2:6, 3:6            |